# نجيب النعيمي
نجيب النعيمي (21 مارس 1959-)، محامٍ قطري وناشط في مجال حقوق الإنسان. وهو وزير سابق في حكومة قطر، شغل منصب وزير العدل من عام 1995 إلى عام 1997. سبق له تدريس القانون العام في جامعة قطر.
شكل النعيمي وشركته فريق دفاع قانوني لتمثيل أكثر من 70 سجينًا في خليج غوانتانامو في عام 2002. وكان المحامي الرئيسي في فريق الدفاع القانوني الأخير عن صدام حسين. كما عمل محاميًا للدفاع عن الشاعر القطري المسجون محمد العجمي عام 2013.

## اقرأ أيضاً
- محاكمة صدام حسين